# История почты и почтовых марок Мекленбурга
История почты и почтовых марок Мекленбурга включает в себя периоды почтовой самостоятельности великих герцогств Мекленбург-Шверин и Мекленбург-Стрелиц (до 1868), располагавшихся на данной территории, а также период советской оккупации Германии, во время которой Главная почтовая дирекция Шверина издавала почтовые марки для Мекленбурга-Передней Померании (1945—1946).

## История почты

### Мекленбург-Шверин
Мекленбург лежал в стороне от оживлённых дорог, поэтому организованная почтовая система появилась там довольно поздно. Курьерская служба возникла в начале XVI столетия. Ганзейские города Росток и Висмар, которые имели связи с Любеком и Гамбургом, были вынуждены присоединиться к имперской почтовой сети. По территории Мекленбурга проходили почтовые тракты иностранных государств: Бранденбург (Пруссии), Гамбурга, Любека и Швеции. Прусский почтовый тракт между Берлином и Гамбургом, проходивший через Бойценбург, имел важное значение.
Впервые организованную почтовую сеть создал в 1628 году герцог Мекленбурга Альбрехт Валленштейн. Однако она существовала непродолжительное время, до 1631 года. Примерно 50 лет спустя, великие герцоги Мекленбурга организовали манориальные почты, которые сдавались в аренду в Мекленбург-Гюстрове в 1694 году и в Мекленбург-Шверине в 1697 году.
1 января 1708 года Мекленбург-Шверин создал собственное почтовое управление. Согласно императорскому указу с 1722 по 1734 год почтовая администрация располагалась в Бойценбурге.
1 января 1770 года в Мекленбург-Шверине были введены почтовые правила и установлены почтовые тарифы. Почтовые правила с изменениями действовали в Мекленбурге вплоть до потери почтового суверенитета 31 декабря 1867 года.
1 января 1851 года Мекленбург-Шверин присоединялся к немецко-австрийскому почтовому союзу.

### Мекленбург-Стрелиц
Развитие почтовой структуры в Мекленбург-Стрелице начиная с 8 марта 1701 года происходило с учётом важных прусских почтовых трактов, пересекавших великое герцогство. Согласно почтовому соглашению от 22 июня 1712 года между Мекленбург-Стрелицом и Пруссией прусская почта шла из Перлеберга в Миров и из Пренцлау в Вольдегк, а мекленбург-стрелицкая почта — из Стрелица в Фюрстенберг и Цеденик. 1 января 1798 года между Штеттином и Гамбургом была организована прусская конная почта, которая проходила через Стрелиц и Миров. 8 апреля 1811 года между Мекленбург-Стрелицом и Пруссией было достигнуто соглашения о создании прусских отделений почтовой связи в Алштерлице (Стрелиц) и Мирове, которые были закрыты только 1 апреля 1834 года.
В 1701 году в Мекленбург-Стрелице открылось собственное почтовое отделение в Нойбранденбурге для обслуживания почтового тракта Гюстров—Нойбранденбург—Анклам. После его закрытия 28 апреля 1728 года, мекленбург-стрелицкие почтмейстеры вплоть до 30 июня 1840 года служили в Мекленбург-Шверине.
7 января 1850 года Мекленбург-Стрелиц присоединился к немецко-австрийскому почтовому союзу. К 31 декабря 1867 года в Мекленбург-Стрелице было только 12 почтовых отделений.

#### Княжество Ратцебург
Монополия на осуществление почтовых операций в княжестве Ратцебург, которое согласно Гамбургскому компромиссу 1701 года отошло к Мекленбург-Стрелицу, изначально по умолчанию предоставлялась великому герцогству Мекленбург-Шверин. По территории княжества проходил важный для Мекленбург-Шверина почтовый тракт в Любек. 20 февраля 1840 года был подписан межгосударственный договор, согласно которому Мекленбург-Стрелиц официально уступил все почтовые права в княжестве Ратцебург Мекленбург-Шверину. На территории княжества стали действовать почтовые законы Мекленбург-Шверина.

## Выпуски марок

### Мекленбург-Шверин
Почтовые штемпеля Мекленбург-Шверина известны с 1810 года. Первые стандартные марки Мекленбург-Шверина поступили в обращение 1 июля 1856 года. На них была изображена коронованная голова быка (миниатюра номиналом в ¼ шиллинга) и герб великого герцогства. Марки номиналом в ¼ шиллинга считаются одними из самых маленьких в мире. Их площадь менее 1 см², они использовалась либо в квартблоке, номинальной стоимостью в 1 шиллинг, либо самостоятельно. Миниатюры были без зубцов. В 1864 году вышли марки с просечкой.
В 1866 году Мекленбург-Шверин вошёл в Северогерманский союз. Марки великого герцогства были изъяты из почтового обращения 31 декабря 1867 года. С 1 января 1868 года использовались марки Северо-Германского почтового округа.

### Мекленбург-Стрелиц
Почтовые штемпеля Мекленбург-Стрелица известны с 1811 года. Первая и единственная серия из шести стандартных марок с изображением герба великого герцогства вышла 1 октября 1864 года. Марки выпускались с просечкой.
В 1867 году Мекленбург-Стрелиц вошёл в Северогерманский союз. Марки великого герцогства изъяли из обращения 31 декабря 1867 года. С 1 января 1868 года в обращение поступили знаки почтовой оплаты Северо-Германского почтового округа.

### Советское военное управление

#### Мекленбург-Передняя Померания
Эмиссия марок ГПД Шверина для Мекленбурга—Передней Померании началась в августе 1945 года. Первая стандартная почтовая марка номиналом в 12 пфеннигов с изображением снопа на фоне крестьянского дома вышла 28 августа. 31 августа была выпущена почтовая миниатюра номиналом в 6 пфеннигов с изображением цифры номинала. Первая марка предназначалась для пересылки писем, вторая — почтовых карточек. 6 октября 1945 года в обращение поступила марка номиналом в 8 пфеннигов с изображением пашущего крестьянина. На ней впервые была дана надпись нем. «Mecklenburg—Vorpommern» («Мекленбург-Передняя Померания»). Миниатюры печатались в типографии В. Зандмайера в Шверине. Автором эскизов был Г. Отто. Эти три марки несколько раз переиздавались в различных цветах и на разной бумаге. Все они имеют много разновидностей. Марки находились в обращении до 31 октября 1946 года. Они известны с частными надпечатками «20.XII.1945».
В октябре и декабре 1945 года Главная почтовая дирекция Шверина ввела в обращение три серии почтово-благотворительных марок оригинальных рисунков. Первая из них посвящалась жертвам фашизма. На миниатюрах были изображены портреты Рудольфа Брейтшейда, Эриха Клаузенера и Эрнеста Тельмана. Автор рисунков — Х. Бартоломеус. Марки печатались в типографии П. Ниммана. Наценка шла в фонд помощи жертвам фашизма. Вторая серия, вышедшая 8 декабря, посвящалась земельной реформе. 31 декабря она была переиздана в изменённых цветах, тиражом 200 тысяч экземпляров с наценкой в фонд помощи переселенцам. Дополнительный сбор третьей серии почтово-благотворительных марок шёл в фонд помощи детям.
В январе-феврале 1946 года в обращение поступила новая серия стандартных марок с рисунками на тему восстановления. Она известна под названием «Прощальной». Автором рисунков был художник Х. Бартоломеус. Миниатюры печатались в типографии П. Ниммана в Людвигслюсте и В. Зандмейера в Шверине. Существует большое количество разновидностей.
Все марки Мекленбурга—Передней Померании изъяты из обращения 31 октября 1946 года и заменены марками Контрольного совета в Германии.
ГПД Шверина выпускала также почтовые карточки стоимостью 6 пфеннигов. Известны три вида почтовых карточек, каждая печаталась на бумаге 3—6 сортов. В июле 1945 года часть западного Мекленбурга, занятая английскими войсками, была передана Советской зоне оккупации Германии. На карточках, выпущенных в английской зоне оккупации и находившихся в почтовых отделениях этой территории, были сделаны надпечатки текста на русском языке. Существует пять вариантов таких карточек.
В Штральзунде 1 сентября 1946 года использовался специальный почтовый штемпель с надписью «I земельная встреча молодёжи Мекленбурга-Померании. 1.09.46. День мира. ФДЮ».

#### Местные выпуски
Деммин
В июле 1945 года в Деммине вышли провизорные марки. Они представляли собой белые этикетки трёх форматов с рамкой синего цвета, в которые чернилами от руки вписывалась номинальная стоимость (10 или 20 пфеннигов). Использовались с 8 по 31 июля 1945 года. Была также издана провизорная почтовая карточка.